# Baladeyet El Mahalla SC
Baladeyet El Mahalla Sporting Club w skrócie Baladeyet El Mahalla SC (ar. نادي بلدية المحلة الرياضي) – egipski klub piłkarski grający w egipskiej drugiej lidze, mający siedzibę w mieście Al-Mahalla al-Kubra.

## Sukcesy
- Puchar Egiptu[1]:
  - finał (1): 2001/2002

## Występy w afrykańskich pucharach
| Sezon | Rozgrywki                 | Runda       | Kraj    | Klub              | Dom | Wyjazd | Dwumecz |
| ----- | ------------------------- | ----------- | ------- | ----------------- | --- | ------ | ------- |
| 2003  | Puchar Zdobywców Pucharów | 1           | Uganda  | Police FC         | 4–1 | 0–0    | 4–1     |
| 2003  | Puchar Zdobywców Pucharów | 2           | Sudan   | Al-Hilal Omdurman | 4–2 | 0–0    | 4–2     |
| 2003  | Puchar Zdobywców Pucharów | ćwierćfinał | Nigeria | Julius Berger FC  | 1–1 | 1–3    | 2–4     |

## Stadion
Domowe mecze klub rozgrywa na Stad al-Mahalla w Al-Mahalla al-Kubra. Stadion może pomieścić 27000 widzów.

## Reprezentanci kraju grający w klubie
Stan na styczeń 2023.
| - Mohamed Abdel-Galil - Ahmed Abdel-Ghany - Akram Abdel-Magid - Ahmed Abdel-Zaher - Mahmoud Abdoul-Dahab - Raafat Antar - Hany El-Agazy - Abdullah El-Sawy - Abdel-Azim El-Shoura - Mohamed Emara - Ahmed Farouk - Islam Fathi | - Mostafa Gaafar - Osama Hamed - Ahmed Khairy - Osama Nabih - Mohamed Nagib - Ahmed Nakhla - Yasser Radwan - Farag Shalabi - Samuel Johnson - Ahmed Maher Khalil - Zé Luís |